# NFL Europa
De NFL Europa (tot oktober 2006: NFL Europe) is de voormalige Americanfootballcompetitie van Europa. NFL is de afkorting van National Football League. De competitie bestond sinds 1991 en was bedoeld om talenten die onder contract staan bij NFL-clubs ervaring op te laten doen en om de sport populairder te maken in Europa. Aan het eind van de competitie ontmoetten net als in de NFL de twee hoogst geklasseerde clubs elkaar in de finale. Bij de NFL is dat de Super Bowl, bij de NFL Europa de World Bowl. Na 1991 leek de NFL Europe echter alweer ten dode opgeschreven en kwam er geen vervolg, maar werd er wel een World Bowl gehouden in de Verenigde Staten. Met een tussenstop van enkele jaren werd in 1995 de NFL Europe definitief gelanceerd. Aanvankelijk waren er teams in Nederland, Duitsland, Spanje en het Verenigd Koninkrijk, maar later kwamen ze met uitzondering van de Amsterdam Admirals allen uit Duitsland. Op 29 juni 2007 maakte de NFL bekend dat de NFL Europa werd opgeheven. NFL Europa is nooit winstgevend geweest. Hiervoor in de plaats zal de NFL twee Amerikaanse wedstrijden per seizoen buiten Amerika spelen ter promotie van de sport. De competitie keerde in 2021 terug als de European League of Football.

## Deelnemende ploegen

### Voormalige teams
| Team                    | Jaren     |
| ----------------------- | --------- |
| London/England Monarchs | 1991-1998 |
| Barcelona Dragons       | 1991-2003 |
| Scottish Claymores      | 1995-2004 |
| Amsterdam Admirals      | 1995-2007 |
| Berlin Thunder          | 1999-2007 |
| Cologne Centurions      | 2004-2007 |
| Frankfurt Galaxy        | 1991-2007 |
| Hamburg Sea Devils      | 2005-2007 |
| Rhein Fire              | 1995-2007 |

## World Bowl finales
| Jaar | Winnaar            |   | Verliezer          | Score |
| ---- | ------------------ | - | ------------------ | ----- |
| 1991 | London Monarchs    | - | Barcelona Dragons  | 21-00 |
| 1992 | Sacramento Surge   | - | Orlando Thunder    | 21-17 |
| 1995 | Frankfurt Galaxy   | - | Amsterdam Admirals | 26-22 |
| 1996 | Scottish Claymores | - | Frankfurt Galaxy   | 32-27 |
| 1997 | Barcelona Dragons  | - | Rhein Fire         | 38-24 |
| 1998 | Rhein Fire         | - | Frankfurt Galaxy   | 34-10 |
| 1999 | Frankfurt Galaxy   | - | Barcelona Dragons  | 38-24 |
| 2000 | Rhein Fire         | - | Scottish Claymores | 13-10 |
| 2001 | Berlin Thunder     | - | Barcelona Dragons  | 24-17 |
| 2002 | Berlin Thunder     | - | Rhein Fire         | 26-20 |
| 2003 | Frankfurt Galaxy   | - | Rhein Fire         | 35-16 |
| 2004 | Berlin Thunder     | - | Frankfurt Galaxy   | 30-24 |
| 2005 | Amsterdam Admirals | - | Berlin Thunder     | 27-21 |
| 2006 | Frankfurt Galaxy   | - | Amsterdam Admirals | 22-07 |
| 2007 | Hamburg Sea Devils | - | Frankfurt Galaxy   | 37-28 |